# Conrad Johann Bokelmann
Conrad Johann Bokelmann (* 16. November 1830 in Hamburg; † 3. Februar 1875 in Oldesloe) war Gutsbesitzer und Mitglied des Konstituierenden Reichstags des Norddeutschen Bundes.

## Leben
Bokelmann studierte in Jena von 1851 bis 1853 und war Gutsbesitzer in Müßen bei Oldesloe. Er war Vertreter der Holsteinischen Ständeversammlung für den größeren Grundbesitz, 1863 und von 1864 bis 1866 Mitglied der Schleswig-Holsteinischen Vereine und nahm an dem Berliner März-Kompromiss teil.
1867 war er Mitglied des Konstituierenden Reichstags des Norddeutschen Bundes für den Wahlkreis Schleswig-Holstein 9 (Oldenburg in Holstein, Plön) und die Bundesstaatlich-konstitutionelle Vereinigung.